# Petrus Paulus Lefevere

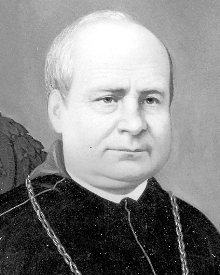
Petrus Paulus Lefevere, coadjutor-bisschop van Detroit (1841-1869).

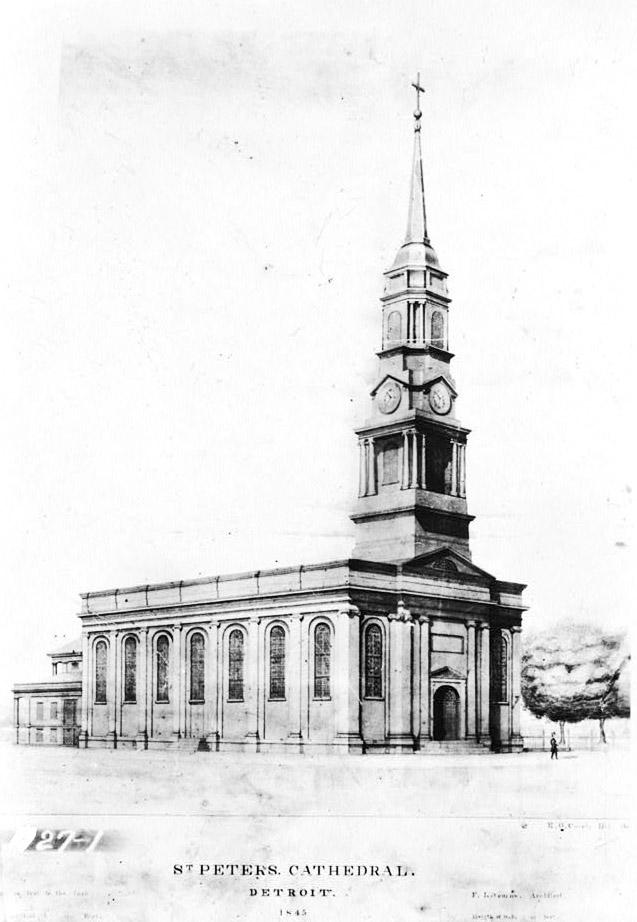
Oorspronkelijk plan van de Petrus-en-Paulus kathedraal van Detroit.

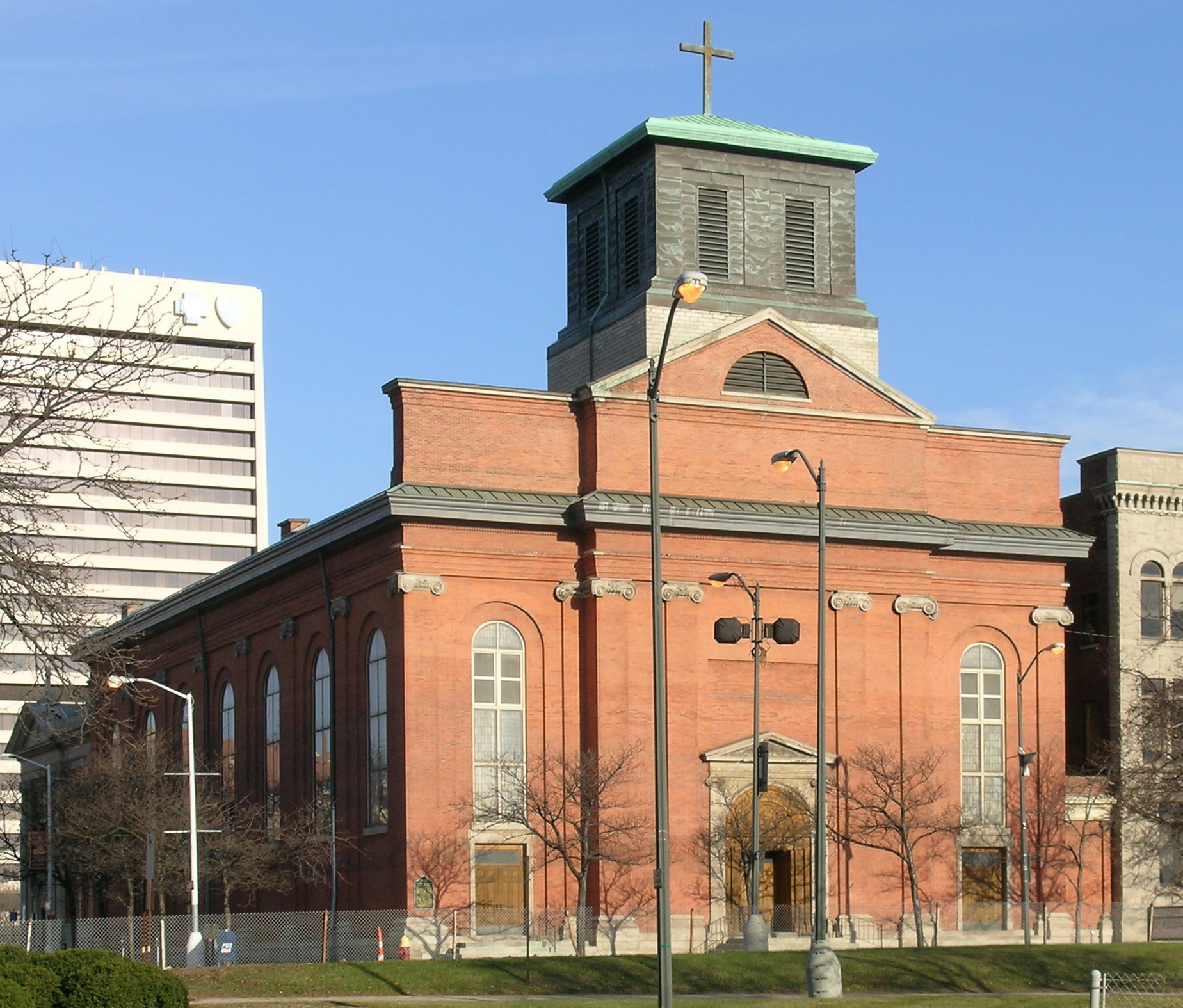
De Petrus-en-Pauluskerk vandaag in Detroit (geen kathedraal meer).

Petrus Paulus Lefevere (Roeselare, 29 april 1804 – Detroit, 4 maart 1869) was een katholiek missionaris in Missouri. Hij was jarenlang dienstdoend bisschop (1841-1869) in Detroit, officieel coadjutor-bisschop met recht van opvolging. Hij was titulair bisschop van Zela.

## Levensloop

### Verenigd Koninkrijk der Nederlanden
Lefevere volgde middelbare studies in het Klein Seminarie van Roeselare. In 1825 sloot Willem I, koning van het Verenigd Koninkrijk der Nederlanden, middelbare scholen die afhingen van een bisschop. Zo sloot ook de school waar Lefevere leerling was. Hij verliet Roeselare en bood zich aan bij de Lazaristen in Parijs, met als doel missionaris te worden. In 1828 koos hij voor de Verenigde Staten van Amerika en vertrok hij in de haven van Le Havre, tezamen met streekgenoten. 

### Missionaris in Missouri
Lefevere beëindigde zijn priesterstudies in Saint-Louis. De bisschop van Saint-Louis, Joseph Rosati, ook een Lazarist, wijdde hem tot priester (1831). Vanaf 1833 was hij missionaris in het uitgestrekt gebied van Missouri, langsheen de Salt River. De staat Missouri bestond nog maar sinds 1821 als deel van de Verenigde Staten; tevoren was het Frans gebied. Missionaris Lefevere schreef in zijn brieven over de armoede in de streek, de gevaarlijke rivieren en de ziekten bij de bevolking. In de jaren 1840-1841 verbleef hij in Roeselare, een stad in ondertussen België. Enkele streekgenoten kon hij overtuigen met hem terug te keren naar Missouri. De verhalen die hij op de scholen vertelde, gaven lange tijd aanleiding tot vrees voor het gevaren van Amerika. 

### Bisdom Detroit
In 1841 vernam hij in New York dat hij tot coadjutor-bisschop benoemd was van het bisdom Detroit. Datzelfde jaar kreeg hij de bisschopswijding en de titel van bisschop van Zela, vandaag Zile in Turkije. Zijn hoofdbekommernis was het bisdom Detroit op orde te brengen. De formele bisschop, Frederick Rese, de eerste bisschop van Detroit, was van Duitse origine en verbleef vaak in Europa voor medische verzorging. Paus Gregorius XVI benoemde Lefevere daarom ook tot administrator (of bestuurder) van het jonge bisdom Detroit.
De financiën in het bisdom Detroit waren een ramp. Het bisdom Detroit telde toen 25.000 rooms-katholieken, afkomstig uit Frankrijk, Ierland en uit Duitse steden. De bedelbrieven van Lefevere bereikten Vlaanderen. Lefevere zette zich in in de strijd tegen alcoholisme en voor meer tucht van de priesters van het bisdom. Hij vond meerdere kloosterordes bereid voor de uitbouw van scholen, ziekenhuizen, weeshuizen, vondelingenhuizen en krankzinnigentehuizen. Dit nam een groot deel van zijn tijd in beslag. In Detroit liet hij de Petrus-en-Pauluskathedraal bouwen, genoemd naar zijn voornaam. Als dienstdoend bisschop allieerde hij zich met andere Amerikaanse bisschoppen tegen liberale gouverneurs die kozen voor openbaar onderwijs en niet voor katholiek onderwijs (1852-1853). Het aantal katholieken steeg in het bisdom Detroit tot 150.000.
De oprichting van het Amerikaans College (1857) in Leuven, België, kreeg de volle steun van Lefevere. Dit priesterseminarie zond meerdere priesters naar hem in Detroit. Tijdens een tweede bezoek aan België (1867), naar aanleiding van de heiligverklaring van de martelaren van Gorcum, ronselde Lefevere opnieuw missionarissen voor Amerika. De wilde verhalen van zijn eerste bezoek liet hij achterwege. Hij verwees in zijn toespraken naar de uitbouw van het katholicisme in Detroit. Een kleine golf van migranten vanuit Vlaanderen naar Detroit, midden 19e eeuw, is te verklaren door de persoon van Lefevere.
In 1868 was hij terug in Detroit. Toen hij Indianen bezocht, viel hij uit een kano en kwetste zijn been (1868). Hij overleed later door gangreen van een niet-genezende wonde van zijn been (1869). Lefevere werd begraven in de afgewerkte Petrus-en-Pauluskathedraal van Detroit. Enkele jaren later, in 1877, ging de titel van kathedraal naar de Jezuïetenkerk van Detroit.
De Sint-Michielskerk van Roeselare bezit een portret van Petrus Paulus Lefevere.